# Aufidia
Aufidia, ou Alfidia, est une femme noble de la fin de la République romaine, mère de l'impératrice Livie.

## Biographie
Aufidia est la fille du magistrat romain Marcus Aufidius Lurco et de son épouse inconnue. Nous ne savons rien de sa vie jusqu'à ce qu'elle épouse le futur préteur de -50, Marcus Livius Drusus Claudianus, issu de la famille des Claudii, une des plus anciennes de la République romaine.
Elle donne plus tard naissance à une fille, Livia Drusilla, future épouse de l'empereur Auguste. Elle est donc la grand-mère de l'empereur Tibère et l'ancêtre des empereurs de la dynastie des Julio-Claudiens.
Son rôle est joué dans la série télévisée Rome par l'actrice Deborah Moore.